# Akalékro
Akalékro est une localité rurale dans le Sud de la Côte d'Ivoire dans la région de l'Agnéby-Tiassa. La localité d'Akalékro appartient au département de Tiassalé, rattachée à la sous-préfecture de Gbolouville,,. Sa population est estimée à environ 3 590 habitants. 